# Josef Wiedenhofer
Josef Wiedenhofer (* 19. März 1873 in Wien; † 4. November 1924 ebenda) war ein österreichischer Politiker der Sozialdemokratischen Arbeiterpartei (SdP).

## Ausbildung und Beruf
Nach dem Besuch der Volks- und Bürgerschule ging er an eine Staatsgewerbeschule und wurde Sekretär des österreichischen Metallarbeiterverbandes in Wien.

## Politische Mandate
- 4. März 1919 bis 9. November 1920: Mitglied der Konstituierenden Nationalversammlung, SdP
- 10. November 1920 bis zu seinem Tod am 4. November 1924: Mitglied des Nationalrates (I. und II. Gesetzgebungsperiode), SdP